# Serilophus
Serilophus – rodzaj ptaków z rodziny szerokodziobów (Eurylaimidae).

## Rozmieszczenie geograficzne
Rodzaj obejmuje gatunki występujące w południowej i południowo-wschodniej Azji.

## Morfologia
Długość ciała 16–17 cm; masa ciała 25,2–35 g.

## Systematyka
Rodzaj zdefiniował w 1837 roku angielski zoolog William Swainson w publikacji własnego autorstwa poświęconej historii naturalnej i systematyce ptaków. Gatunkiem typowym jest (oznaczenie monotypowe) szerokodziób czarnobrewy (S. lunatus).

### Etymologia
Serilophus (Serolophus, Sericolophus, Scrilophus): gr. σηρικον σηρικον sērikon ‘jedwab’, od σηρες Sēres ‘ludzie, od których uzyskiwano jedwab, Chińczycy’; λοφος lophos ‘czub, grzebień’.

### Podział systematyczny
Do rodzaju należą następujące gatunki:
- Serilophus rubropygius (Hodgson, 1839) – szerokodziób rudorzytny
- Serilophus lunatus (Gould, 1834) – szerokodziób czarnobrewy